# DTrace
DTrace è un framework completo di tracciamento dinamico creato da Sun Microsystems per il troubleshooting di problemi kernel e applicativi dei sistemi sistema real-time in produzione. Inizialmente sviluppato per Solaris, è stato poi distribuito sotto la Common Development and Distribution License (CDDL) ed è stato portato su diversi altri sistemi unix-like.
DTrace può essere utilizzato per avere una vista globale del sistema in esecuzione, per esempio per quanto riguarda la quantità di memoria utilizzata, il filesystem e le risorse di rete utilizzate dai processi attivi. Può fornire anche altre informazioni a livello più fino, come per esempio il log degli argomenti con cui una certa funzione viene chiamata o una lista di processi che hanno accesso ad uno specifico file.